# 金井照久
金井 照久（かない てるひさ、1948年12月20日 - 2012年2月27日）は、日本の財務官僚。血液型はA型。

## 略歴
- 1968年（昭和43年）3月：愛知県立旭丘高等学校卒業。
- 1972年（昭和47年）3月：東京大学経済学部卒業。
- 1972年（昭和47年）4月：大蔵省入省（主計局総務課）[3]。
- 1975年（昭和50年）7月：大蔵省理財局総務課総合資金係長心得兼理財局地方資金課[4]。
- 1976年（昭和51年）7月：大蔵省理財局資金第一課企画係長[5][3]。
- 1977年（昭和52年）7月：飯田税務署長。
- 1978年（昭和53年）7月：鳥取税務署長。
- 1979年（昭和54年）7月：大蔵省国際金融局短期資金課長補佐。
- 1981年（昭和56年）7月：大蔵省主計局主計官補佐（農林水産第二係主査）。
- 1983年（昭和58年）6月：大蔵省主計局主計官補佐（農林水産第四係主査）。
- 1985年（昭和60年）7月：大蔵省理財局資金第一課長補佐（運用一）[6]。
- 1988年（昭和63年）6月：石川県商工労働部長
- 1989年（平成元年）4月：石川県総務部長
- 1991年（平成3年）6月：大蔵省主計局給与課長。
- 1992年（平成4年）7月：大蔵省主計局主計官（運輸、郵政担当）。
- 1994年（平成6年）7月：環境庁企画調整局企画調整課長。
- 1995年（平成7年）6月：理財局資金第一課長。
- 1996年（平成8年）7月：理財局総務課長。
- 1998年（平成10年）：大蔵省大臣官房審議官。
- 1999年（平成11年）7月：近畿財務局長。
- 2000年（平成12年）6月：国税庁調査査察部長。
- 2001年（平成13年）7月：大阪国税局長。
- 2003年（平成15年）7月：国土交通省政策統括官。
- 2004年（平成16年）7月：財務省会計センター所長兼財務総合政策研究所長。
- 2005年（平成17年）5月：退官。
- 2005年（平成17年）5月：沖縄振興開発金融公庫副理事長。
- 2009年（平成21年）5月：沖縄振興開発金融公庫理事長[7]。
- 2012年（平成24年）2月27日：心筋梗塞のため死去[8]。63歳没。

## 同期入省者
- 津田広喜（株式会社日本取引所グループ取締役会議長、早稲田大学大学院公共経営研究科教授、財務事務次官、主計局長、大臣官房長、大臣官房総括審議官、東京税関長）
- 木村幸俊（国税庁長官、関税局長、東京国税局長）
- 渡辺博史（財務官、国際局長、国際局次長、大臣官房審議官（国際局担当））
- 五味廣文（金融庁長官、金融庁監督局長、金融庁検査局長）
- 武田宗高（JT副社長、内閣府審議官（沖縄担当）、内閣府政策統括官（沖縄政策担当））
- 藤原隆（ジャスダック証券取引所会長、金融庁総務企画局長）
- 豊田潤多郎（衆議院議員、大臣官房企画官）

## その他役職
- 財団法人民間都市開発推進機構監事